# Hicham Jouiâa
Hicham Jouiâa est un ancien joueur de marocain de football né le 30 septembre 1981. Il évoluait au poste d’ailier droit comme au poste de buteur.

## Carrière
- Majd Club Ancienne Médina
- Olympique Club de Safi
- Wydad Athletic Club
- Kawkab Athlétique Club de Marrakech
- Wydad Athletic de Fès
- Al-Urooba Club Sportive et Culturel
- Ittihad Riadhi de Tanger
- Racing Athletic Club

## Palmarès
- Champion du Maroc en 2006 et 2010 et finaliste de la Ligue des champions arabes en 2008 et 2009 avec le Wydad AC.
- Vainqueur de la Coupe du Trône en 2000 avec Majd CAM.